# ماخیباکوا
ماخیباکوا (به اسپانیایی: Majibacoa) یک منطقهٔ مسکونی در کوبا است که در استان لاس توناس واقع شده‌است. ماخیباکوا ۶۲۱ کیلومتر مربع مساحت و ۴۰٬۲۶۴ نفر جمعیت دارد و ۸۵ متر بالاتر از سطح دریا واقع شده‌است.